# Gustav Adolf Koettgen

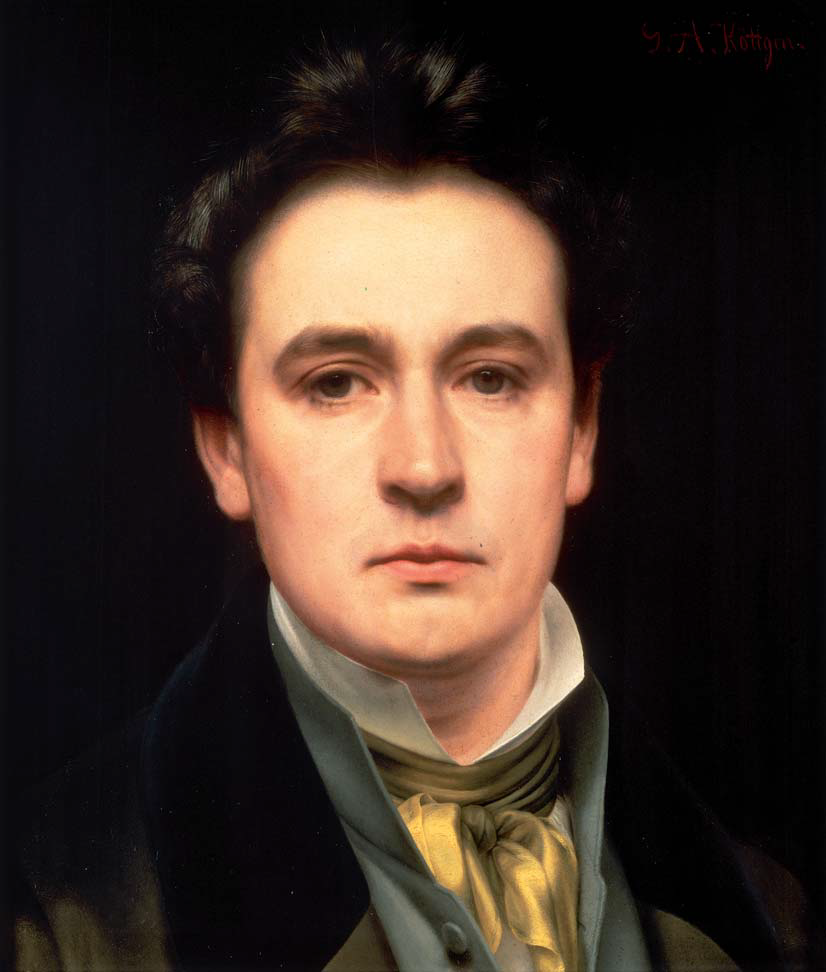
Selbstporträt Gustav Adolf Koettgens 1838/1844

Gustav Adolf Koettgen, auch Köttgen (* 9. Mai 1805 in Langenberg; † 13. November 1882 in Düsseldorf-Pempelfort), war ein deutscher Maler und Mitglied des Kommunistischen Korrespondenz-Komitees.

## Leben
Gustav Adolf Koettgen war ein Sohn des Kaufmanns, Fabrikanten und Schriftstellers Johann Adolph Koettgen (* 28. Mai 1777 in Neviges; † 15. Oktober 1838 in Langenberg) und Helene Koettgen, geb. Theegarten (* 1781 in Solingen; † 1846 in Langenberg). Ab 1822 studierte er an der Königlichen Kunstakademie in Düsseldorf. Seine Lehrer waren Peter von Cornelius und Heinrich Christoph Kolbe. Wie sein Freund Wilhelm Kaulbach ging er 1827 zum weiteren Studium nach München. Am 2. Oktober 1827 immatrikulierte er sich dort an der Akademie der bildenden Künste. Hier lernte er im Kunst-Verein u. a. Heinrich Heine kennen und wandte sich vom pietistischen Milieu Langenbergs ab. Während seines Studiums und auch später schuf er viele Porträts seiner Eltern und Verwandten. Seit etwa 1833 arbeitete er als erfolgreicher Porträtmaler in Elberfeld, Solingen und Köln. Er schuf Porträts von Angehörigen bergischer Unternehmer-Familien wie Jung, Boeddinghaus, Hecker und Pottgießer.
Zum 8., 15. und 22. Februar 1845 beantragte Koettgen beim Oberbürgermeister von Elberfeld, Johann Adolf von Carnap, Versammlungen im „Zweibrücker Hof“. Es waren die ersten öffentlichen kommunistischen Versammlungen in Deutschland. Koettgen fungierte als „Präsident“, Moses Heß und Friedrich Engels traten als Redner auf. Es waren 40 bis 200 Personen anwesend, darunter auch Hugo Wesendonk, Hermann Püttmann und Wolfgang Müller von Königswinter. Engels sprach am 8. Februar über die Konkurrenz und die kommunistische Gesellschaft und am 15. Februar über das Schutzzollsystem. Geplant war für eine weitere, dann verbotene Versammlung seine „Beschreibung der in neuerer Zeit entstandenen und noch bestehenden kommunistischen Ansiedlungen“. Die Versammlung erregte auch beim preußischen Innenminister von Arnim Aufsehen.
Am 24. Mai 1846 schrieb Koettgen „Im Namen mehrerer Kommunisten des Wuppertals“ an Friedrich Engels. Das Kommunistische Korrespondenz-Komitee beantwortete sein Schreiben und forderte ihn und seine Gesinnungsgenossen auf, aktiv zu werden und durch Wort und Tat das Brüsseler Komitee zu unterstützen. Nach dem Zeugnis von Engels war Koettgen noch 1847 eng mit Moses Heß befreundet. Im September 1845 wollte ihn Wilhelm Weitling in Elberfeld besuchen. Koettgen blieb aktives Mitglied des Bundes der Kommunisten. Moses Heß hatte ihn als Mitglied geworben.
Im August 1845 heiratete er Marie Auguste Adelgunde Lyra in Osnabrück. Nach dem öffentlichen Auftritt in Elberfeld blieben die Porträtaufträge von Unternehmern im Rheinland aus. Es gab aber Arbeitsmöglichkeiten in Bremen. Dort wurde Koettgen Mitglied des Allgemeinen Arbeitervereins und gab im April 1849 die Zeitung Vereinigung zur Interessenvertretung der Arbeiter heraus. Auch seine Frau war politisch aktiv und gründete den Demokratischen Frauenverein 1849 in Bremen. Koettgen wurde wegen des Vortrags seines Gedichtes „Frühlingslied“ mit der Schlusszeile „die Glieder gelten alle gleich und Brot und Arbeit liefert reich die rote Republik“ auf einer Volksversammlung in Eystrup am 6. Mai 1849 verhaftet und zu zweimonatiger Haft verurteilt. Nach Strafverbüßung wurde er aus Bremen ausgewiesen. Die Familie ging nach Hamburg.
Koettgen wurde ein beliebtes und anerkanntes Mitglied des Hamburger Künstlervereins von 1832 und schuf in Hamburg viele Porträts. Er und seine Familie erhielten jedoch keine dauernde Aufenthaltsgenehmigung. In Hamburg wurde das dritte Kind Karl Friedrich geboren und am 13. April 1851 im Hamburger Michel getauft. Nicht anwesend waren zwei der insgesamt fünf Taufpaten, nämlich Karl Marx und Friedrich Engels. Da die Einkünfte aus dem Verkauf der Bilder nicht ausreichten, um die wachsende Familie zu ernähren, eröffnete Adelgunde Köttgen zusammen mit Emilie Bieber 1852 ein Fotoatelier. Koettgen beteiligte sich mit zahlreichen Gemälden 1852 und 1853 an der Permanenten Kunstausstellung im Casino in Elberfeld.
Am 5. November 1854 meldete sich die Familie in Düsseldorf an. Hier wurde Koettgen – wie viele andere Künstler der Düsseldorfer Malerschule – aktives Mitglied des Düsseldorfer Malkastens. Im Gegensatz zu immer wiederholten Berichten war Gustav Adolf Koettgen nie in Karlsbad. Er wird mit seinem entfernten Verwandten Gustav Köttgen aus Barmen verwechselt. Koettgens malerisches Werk blieb weitgehend unbekannt, da es sich überwiegend in Privatbesitz befindet. Im August 1861 malte er in Düsseldorf seinen Schwager Justus Wilhelm Lyra. Aufsehen erregten seine Kopien von Porträts berühmter Persönlichkeiten darunter Martin Luther, Johannes Calvin, Huldreich Zwingli, Philipp Melanchton, Alexander von Humboldt, Beethoven, Händel, Mozart, Heinrich von Gagern, Lajos Kossuth, Robert Blum und Wilhelm Adolph von Trützschler. 1863 wurde er Mitglied im Allgemeinen Deutschen Arbeiterverein. 1867 wird Koettgen wegen eines Gedichtes im Sozialdemokrat in Berlin zu 20 Talern Geldstrafe oder 14 Tagen Haft verurteilt. Der einzige Sohn der Familie, der das Erwachsenenalter erreichte, wurde Kaufmann in London. 1866 besuchte dieser Karl Marx in seiner Wohnung. Gustav Adolf Koettgen entschuldigte den jungen Mann, der sich nicht vorher angemeldet hatte, in einem Brief an Marx. 1879 wurde seine Wohnung von der Polizei durchsucht. Ein noch nicht geöffneter Brief des bekannten Linkssozialisten Johann Most entging durch Zufall den Polizisten. Das Sozialistengesetz setzte dem politischen Wirken von Gustav Adolf Koettgen ein Ende.

## Familie
Gustav Adolph Koettgen heiratete am 17. August 1845 in Osnabrück Marie Auguste Adelgunde Lyra (* 19. Dezember 1823 in Osnabrück; † 2. April 1909 in Düsseldorf).
Seine Kinder waren:
- Gustav Adolf August Wilhelm Julius Koettgen (* 8. Juni 1846 in Elberfeld; † 1924 in London)
- Laura Adeline Adelgunde Auguste Koettgen (* 31. August 1848 in Bremen; † 1924 in Godesberg, verheiratet mit dem Maler Johannes Gehrts)
- Karl Friedrich Koettgen (* 14. Dezember 1850 in Hamburg; † 22. September 1851 in Hamburg)
- Auguste Koettgen (* 25. Mai 1853 in Hamburg; † 1924 in Bonn, Sängerin)
- Anna Mathilde Karoline Maria Koettgen (* 19. September 1855 in Düsseldorf; † 8. Juni 1901 in Düsseldorf, verheiratet mit dem Maler Carl Gehrts)[29]

## Gemälde und Zeichnungen
- Luther, 1819
- Zwingli, 1819
- Selbstporträt 1838/1844
- Adolf Koettgen im Kreise seiner Familie
- Landrat Carl Theodor Graf Seyssel d’Aix
- Oberbürgermeister Adolf von Carnap
- Hochzeitsbild von Julius Koettgen und Charlotte Müller, etwa 1843
- Moses Hess, etwa 1844
- Laura und Andreas, die Kinder des Malers, Gemälde, signiert und datiert 1853, Focke-Museum, Bremen.

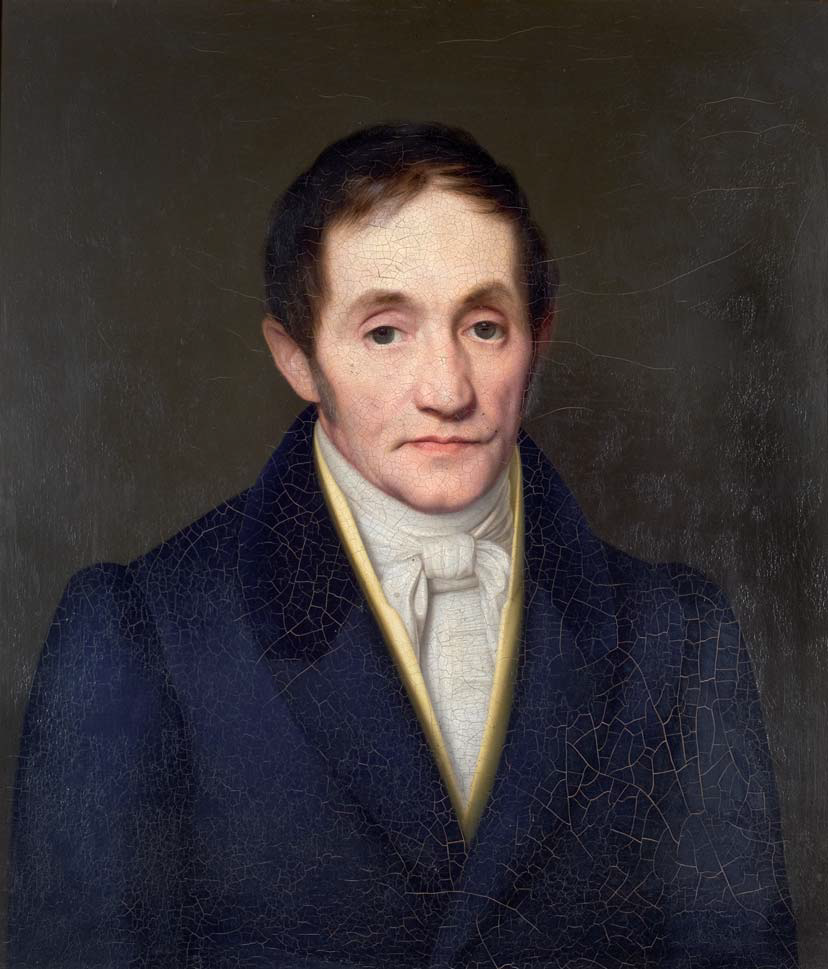
Johann Adolph Koettgen, der Vater
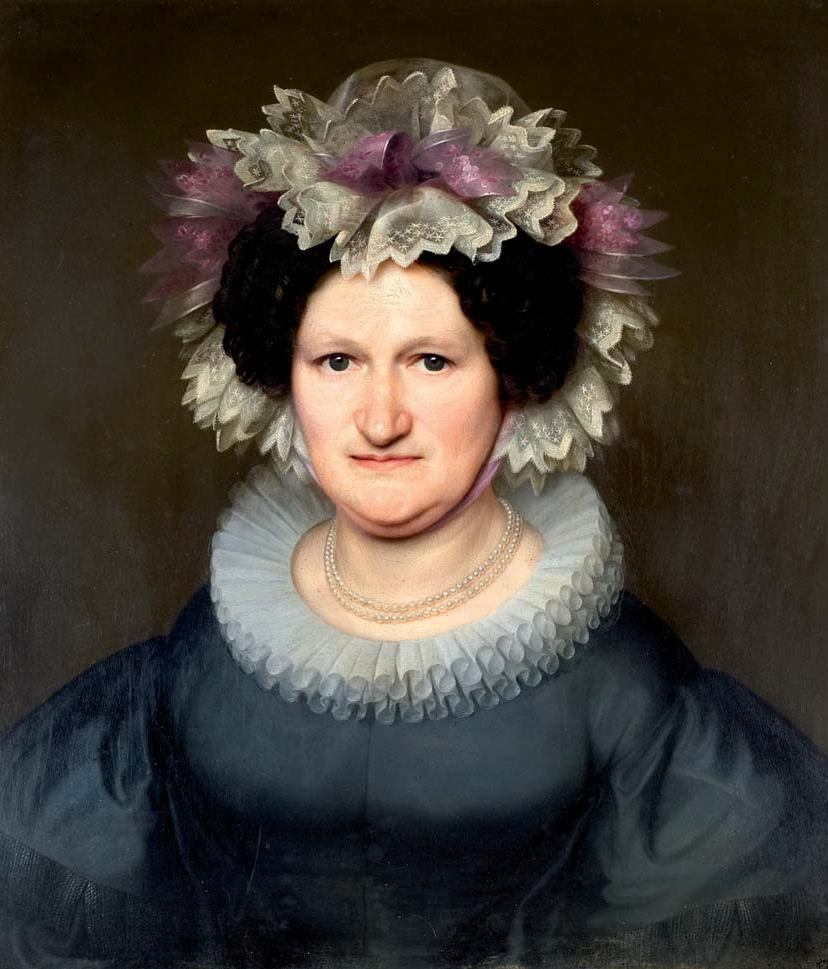
Helene Koettgen, die Mutter
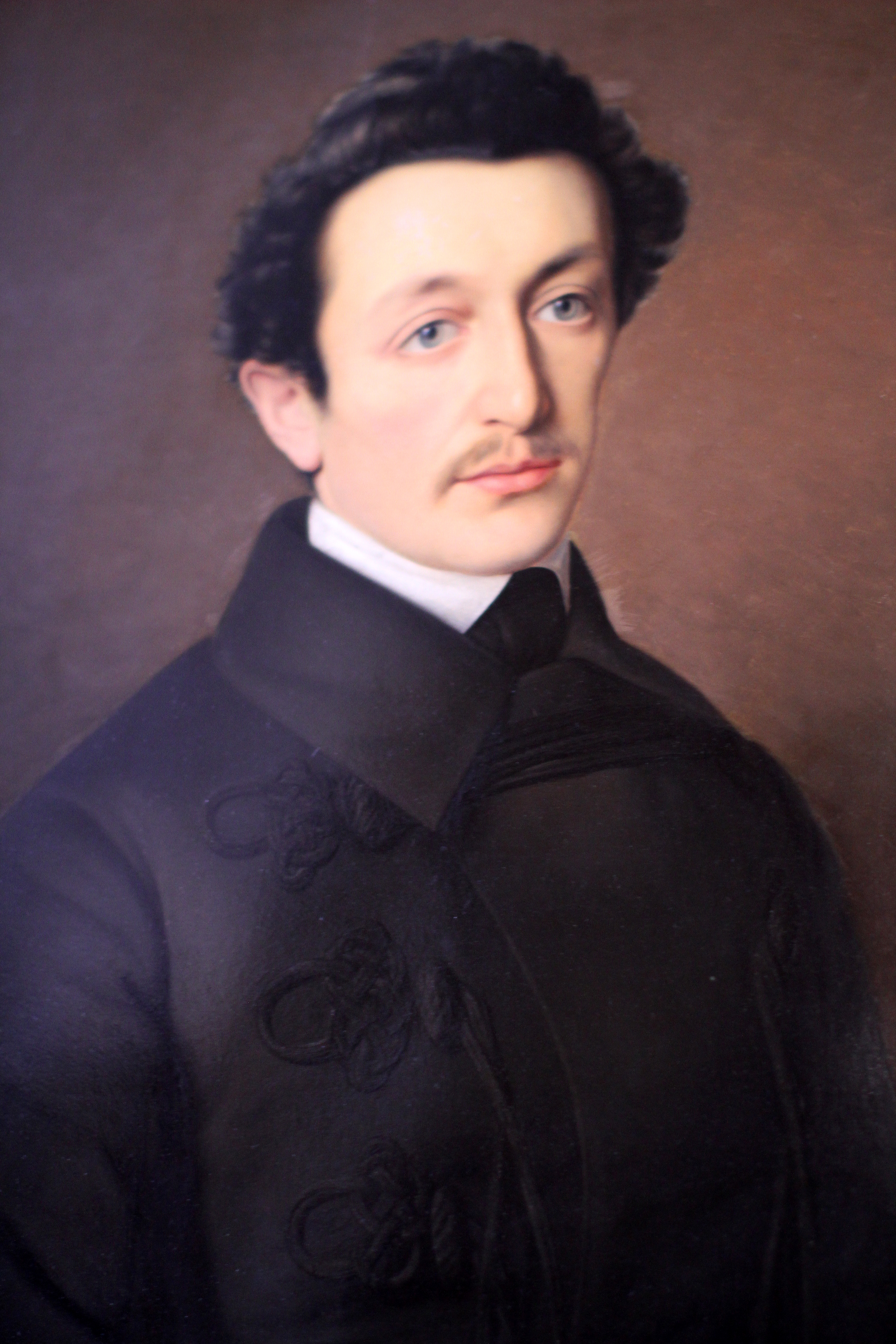
Moses Heß
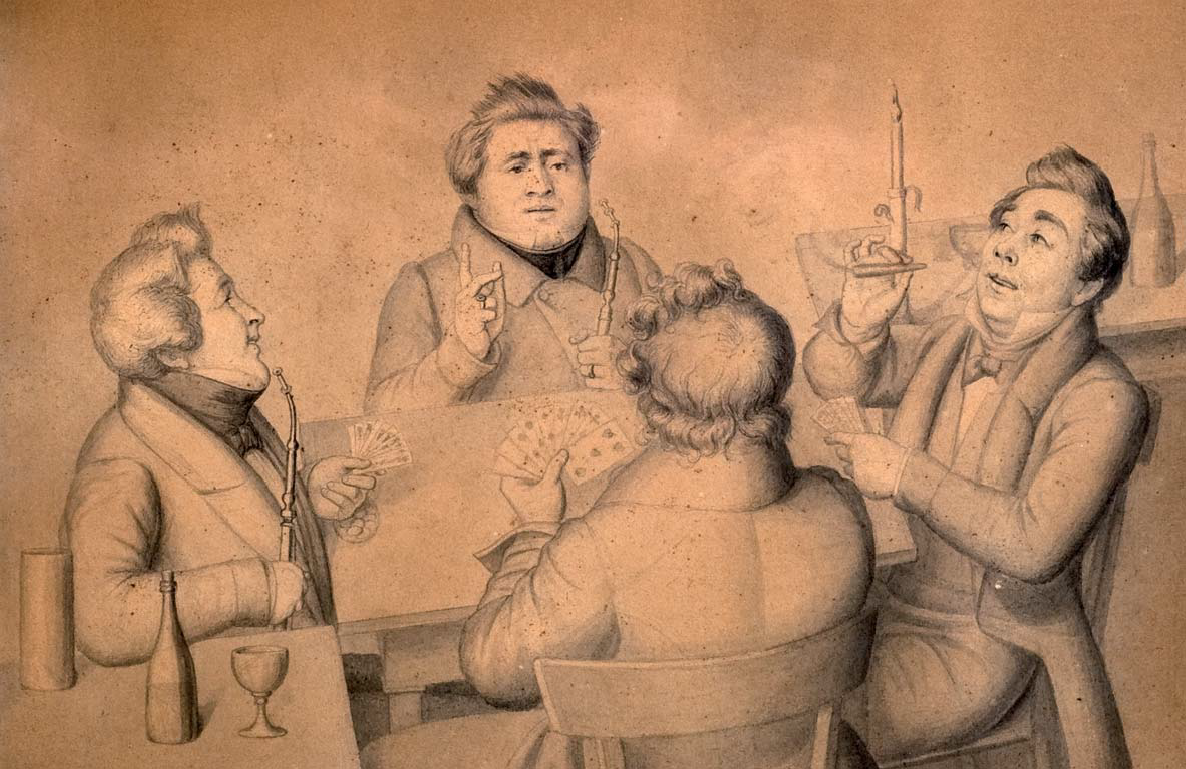
Fröhliche Runde in Langenberg, mit G. A. Koettgen, Julius F. Köttgen (vorne) und anderen

## Werke
- Hrsg.: Vereinigung – Zeitschrift für sämmtliche Arbeiter. Bremen April–Juni 1849 Digitalisat
- Gedichte u. a. in: Der Sprecher oder Rheinisch-Westphälischer Anzeiger, Wesel Nr. 5 vom 17. Januar 1944 Scheidegrüße des Malers G.A. Köttgen; Nr. 29 vom 10. April 1844 Schöne Tat; Nr. 44 vom 3. Juni 1843 Glaubensmuth und Nr. 48 vom 17. Juni 1843 An meine Glaubensbrüder
- Gedicht Morgengruß im Sozialdemokrat vom 1. März 1867, Berlin